# جورج بريجي
جورج بريجي (مواليد 17 يناير 1958) هو لاعب كرة قدم متقاعد. لعب مع منتخب سويسرا لكرة القدم. سبق له أن لعب في كأس العالم لكرة القدم مع منتخب بلاده.

## روابط خارجية
- جورج بريجي على موقع الاتحاد الدولي (مؤرشف)  (الإنجليزية)
- جورج بريجي على موقع الاتحاد الأوربي (الإنجليزية)
- جورج بريجي على موقع قاعدة بيانات كرة القدم.إي يو (الإنجليزية)
- جورج بريجي على موقع ناشيونال فوتبول تيمز (الإنجليزية)
- جورج بريجي على موقع عالم كرة القدم.نت (الإنجليزية)